# Cheiramiona dubia
Cheiramiona dubia là một loài nhện trong họ Miturgidae.
Loài này thuộc chi Cheiramiona. Cheiramiona dubia được Octavius Pickard-Cambridge miêu tả năm 1874.